# Красный Яр (Тегульдетский район)
Красный Яр — посёлок в Тегульдетском районе Томской области России. Входит в состав Берегаевского сельского поселения. Население 4 чел. (2021) .

## География
Находится на востоке региона, на реке Чулым.
Климат
Находится на территории, приравненной к районам Крайнего Севера.

## История
В соответствии с Законом Томской области от 9 сентября 2004 года № 197-ОЗпосёлок вошёл в состав образованного муниципального образования Берегаевское сельское поселение.

## Население
| 2002 | 2010 | 2012 | 2013 | 2014 | 2015 | 2021 |
| ---- | ---- | ---- | ---- | ---- | ---- | ---- |
| 31   | ↘13  | ↘9   | ↘8   | ↘5   | ↘4   | →4   |

## Инфраструктура
Личное подсобное хозяйство.

## Транспорт
Просёлочная дорога к Берегаево.